# Bruno Müller
Pour les articles homonymes, voir Müller.
Bruno Müller, né le 13 septembre 1905 à Strasbourg (Alsace) et mort le 1er mars 1960 à Oldenbourg (Basse-Saxe), est un juriste et un officier SS-Obersturmbannführer. Il fut en 1941 le chef du Sonderkommando 11b au sein de l'Einsatzgruppe D.

## Biographie
Bruno Müller est né le 13 septembre 1905 à Strasbourg.
Membre du NSDAP (le parti nazi), il intègre la SS en 1931. Il intègre la fonction publique après son succès à l'examen de Referendar. En 1933/34 il est nommé maire de Norderney une ile de la Mer du Nord. Puis il dirige la Gestapo du Land d'Oldenbourg à partir de 1935. En 1937 il crée et dirige le bureau de la Gestapo de Wilhelmshaven. En septembre 1939 il est nommé commandant de l'Einsatzkommando 2/I puis il dirige  la Gestapo à Cracovie dans le Gouvernement général comme Kommandeur de la SIPO SD Krakau. Il dirige en novembre 1939 la Sonderaktion Krakau où  il fait arrêter et interner un grand nombre de professeurs de l'université Jagellonne. Ils sont ensuite déportés au camp de concentration de Sachsenhausen et au camp de concentration de Dachau. 
En décembre 1939, il reprend son poste à Wilhelmshaven. Au printemps 1940, il dirige l'Einsatzkommando 1 de la SIPO SD en Hollande conquise.
En octobre 1940 il prend la direction du Referat III B4 du RSHA chargé des questions de transplantation et de colonisation notamment en  Silésie en liaison avec le  RKF ou « Reichskommissar für die Festigung deutschen Volkstums » (commissariat pour le renforcement de la germanité). En juin 1941, il est nommé chef de l'Abteilung IV au sein de l'Einsatzgruppe D. Début juillet 1941 après la division de l'Einsatzkommando 11 en deux Sonderkommandos 11a et 11b il est nommé chef du Sonderkommando 11b rattaché à la 11e armée de la Wehrmacht. Dans la nuit du 6 août 1941 à Tighina en Moldavie il donne à ses troupes dans le cadre du plan d'extermination des Juifs de l'Est les nouvelles consignes qui consistent à tuer également les femmes et les enfants. À titre d'exemple pour ses hommes il exécute lui-même devant eux une femme et son bébé avec son revolver. Dans la même ville son unité massacre 155 Juifs, femmes et enfants compris. En octobre 1941 il est remplacé par Werner Braune. 
Il est alors nommé directeur du bureau central de la Gestapo de Stettin jusqu'en octobre 1943. Puis il repart en opérations comme  "Kommandeur der SIPO und des SD" Wolhynien-Podolien à Luzk. En mars/avril 1944, il est envoyé en Croatie comme chef de l'Einsatzkommando Esseg. Avant de prendre le poste en France de Kommandeur der SIPO und des SD (KDS) à Rouen de mai à octobre 1944.
Bruno Müller officie ensuite auprès du Befehlshaber der SIPO SD  Prague comme chef du zbV-Kommando 1 à Zlin. Finalement il prend le poste de KdS  à Kiel en avril 1945 jusqu'à la fin de la guerre. 
En 1947, il est arrêté par les alliés et jugé pour crimes de guerre en décembre 1947 notamment pour le massacre de 500 prisonniers de guerre à Kiel (Marche du Nord) entre mai 1944 et avril 1945. Il est condamné à 20 ans de travaux forcés. Il est libéré 5 ans plus tard bénéficiant de la loi d'amnistie. 
Il travaille ensuite comme représentant de commerce en Allemagne de l'Ouest et meurt en 1960. à Oldenbourg.

## Culture
Le personnage de Bruno Müller apparaît dans le film Katyń d'Andrzej Wajda, interprété par Joachim Paul Assböck (de).

## Sources bibliographiques
- Ralf Ogorreck (trad. de l'allemand par Olivier Mannoni), Les Einsatzgruppen : les groupes d'intervention et la genèse de la Solution finale, Berlin, Metropol, 2007, 320 p. (ISBN 978-2-286-03062-9, OCLC 916649130)
- Christian Ingrao, Croire et détruire : les intellectuels dans la machine de guerre SS, Paris, Le Grand livre du mois, 2010, 521 p. (ISBN 978-2-286-06980-3, OCLC 763012344, BNF 42297752)
- Klaus-Michael Mallmann, Einsatzgruppen in Polen, Wissenschaftliche Buchgesellschaft 2008
- Michael Wildt, Generation des Unbedingten. Das Führungskorps des Reichssicherheitshauptamtes, Hamburger Edition, 2003